# Pipino Cuevas
Pour les articles homonymes, voir Cuevas.
Pipino Cuevas est un boxeur mexicain né à Santo Tomás de los Plátanos (État de Mexico) le 27 décembre 1957.

## Carrière
Il devient champion du monde des poids welters WBA le 17 juillet 1976 en battant par arrêt de l'arbitre à la 2e reprise Ángel Espada. Il n'a alors que 18 ans. Cuevas conserve 11 fois sa ceinture avant d'être à son tour battu au 2e round par l'Américain Thomas Hearns le 2 août 1980.

## Distinction
- Pipino Cuevas est membre de l'International Boxing Hall of Fame depuis 2002.